# Ilija Gruew
Ilija Gruew (ur. 30 października 1969) – bułgarski piłkarz, grający na pozycji pomocnika oraz trener piłkarski.

## Kariera piłkarska
Jest wychowankiem Lewskiego Sofia, w którego pierwszej drużynie zadebiutował w wieku dziewiętnastu lat. Występował w tym klubie przez kolejne trzy sezony. Największym osiągnięciem z tego okresu są dwa Puchary Bułgarii, zdobyte z rzędu w sezonach 1990–1991 i 1991–1992.
Pierwszą połowę lat 90. Gruew spędził w Turcji oraz w drużynach z ligi bułgarskiej, walczących o utrzymanie: Łokomotiwie Sofia i FK Montana. Nowy etap w jego piłkarskiej karierze rozpoczął się w 1996 roku, kiedy trafił do Neftochimika Burgas. Zespół, do niedawna grający w drugiej lidze, szybko awansował do czołówki ekstraklasy, zdobywając w sezonie 1996–1997 wicemistrzostwo kraju. Gruew grał w tym klubie cztery lata, w czasie których dwukrotnie zajął z nim także czwarte miejsce, gwarantujące grę w europejskich pucharach, oraz raz dotarł do finału Pucharu Bułgarii (porażka 0:2 z Lewskim).
Dobre występy w barwach Neftochimika zaowocowały debiutem w reprezentacji Bułgarii oraz zagranicznym transferem do MSV Duisburg. W drużynie narodowej po raz pierwszy zagrał 11 października 1997 w ostatnim meczu eliminacji do Mundialu 1998 z Rosją (2:4). Gruew w '67 minucie zmienił na boisku Iliana Iliewa i strzelił bramkę. Był brany pod uwagę przy ustalaniu kadry na mistrzostwa świata, jednak ostatecznie Christo Bonew nie zdecydował się go powołać. Ostatni mecz w reprezentacji rozegrał dwa lata po debiucie, w 1999 roku.
Od 2000 aż do końca kariery był zawodnikiem klubów niemieckich. Z MSV Duisburg występował w 2. Bundeslidze, zaś z kolejnymi drużynami - KFC Uerdingen 05 i Rot-Weiß Erfurt - w jeszcze niższych klasach rozgrywkowych.

## Sukcesy piłkarskie
- wicemistrzostwo Bułgarii 1989 i 1992 oraz Puchar Bułgarii 1991 i 1992 z Lewskim Sofia
- wicemistrzostwo Bułgarii 1997 oraz finał Pucharu Bułgarii 2000 z Neftochimikiem Burgas

## Kariera szkoleniowa
Działalność szkoleniową rozpoczął w 2009 roku, jako asystent swojego dawnego kolegi z kadry Krasimira Bałykowa, który był wówczas trenerem Czernomorca Burgas.
Dwa lata później został włączony do sztabu szkoleniowego reprezentacji Bułgarii, gdzie - razem z Michaiłem Madanskim - pomagał selekcjonerowi Lotharowi Matthäusowi. Ich zadaniem był awans z drużyną narodową do Euro 2012.
Jednak Gruew zrezygnował z funkcji w połowie eliminacji, latem 2011, na rzecz ponownej współpracy z Bałykowem w chorwackim Hajduku Split.